# Nicôla Hàn Kỷ Đức
Nicôla Hàn Kỷ Đức (sinh 1939, tiếng Trung:韓紀德, tiếng Anh:Nicholas Han Ji-de) là một giám mục người Trung Quốc của Giáo hội Công giáo Rôma. Ông được cả Tòa Thánh và chính quyền Trung Quốc bổ nhiệm chức vụ Giám mục chính tòa Giáo phận Bình Lương.

## Tiểu sử
Giám mục Đức sinh năm 1939 tại Trung Quốc. Sau khoảng thời gian dài tu học theo Giáo luật, năm 1985, Phó tế Hàn Kỷ Đức được trao chức vụ linh mục. Giáo phận Vĩnh Bình năm 1996 lặng lẽ tấn phong cho tân giám mục Hàn Kỷ Đức trong âm thầm vào ngày 19 tháng 9, chức vị Giám mục chính tòa, kế nhiệm giám mục Philípphê Mã Ký về hưu, tuy nhiên, chính quyền Trung Quốc không biết việc này, vẫn công nhận chức vụ chính tòa cho giám mục Ký đến khi mất năm 1999. Sau khi giám mục Ký mất, chính quyền Trung Quốc chọn "linh mục" Hàn Kỷ Đức làm giám mục kế vị - chức vụ đã được Tòa Thánh xác lập trước đó vào năm 1996. Vậy, giám mục Hàn Kỷ Đức được cả hai bên: Tòa Thánh và chính quyền Trung Quốc công nhận làm Giám mục chính tòa Bình Lương.